# Обернення акорду
Обернення акорду — такий різновид терцієвої побудови акорду, коли нижнім є не основний тон, а інший складовий звук. Існують такі види обернень:
- перше, де нижнім є терцієвий тон, — секстакорд, квінтсекстакорд.
- друге, де нижнім є квінтовий тон, — квартсекстакорд, терцквартакорд;
- третє, де нижнім є септимовий тон, —секундакорд.

Тризвук (1) та його обернення: 2-секстакорд, 3-квартсекстакорд

Септакорд (1) та його обернення: 2-квінтсекстакорд, 3-терцквартакорд, 4-секундакорд